# Pieczęć stanowa Ohio
Wielka Pieczęć Stanu Ohio przedstawia snop pszenicy, symbolizujący rolnictwo i bogactwo stanu. Obok siedemnaście strzał (motyw wzięty z awersu godła USA) upamiętnia, że Ohio było siedemnastym stanem przyjętym do Unii. Po prawej (heraldycznie) stronie, rzeka Scioto. Dalej góra Logan w hrabstwie Ross, widoczna z Adeńskiego Stanowego Pomnika Historycznego (Adena State Memorial). Wschodzące słońce ma trzynaście promieni jak trzynaście pierwszych kolonii.